# 바실레 푸슈카슈
바실레 푸슈카슈(루마니아어: Vasile Pușcașu, 1956년 5월 2일~)는 루마니아의 레슬링 선수이다. 1980년, 1984년, 1988년 하계 올림픽에 참가하였으며 1988년 대회에서 자유형 헤비급 금메달을, 1984년 대회에서 동메달을 획득했다. 또한 세계 선수권 대회에서 메달 3개를 획득했다.